# Норберг, Тор
Тор Норберг (швед. Tor Norberg; 17 декабря 1880 — 4 августа 1972, Клируотер) — шведский гимнаст, чемпион летних Олимпийских игр 1908.
На Играх 1908 в Лондоне Норберг участвовал только в командном первенстве, в котором его сборная заняла первое место.